# Most Normandzki
Most Normandzki (nazwa oryg. Pont de Normandie) – most wantowy w północnej Francji, w Normandii, rozpięty nad bagnistymi rozlewiskami Sekwany. Został on oddany do użytku w styczniu 1995 roku i połączył dwa miasta – Honfleur i Hawr.

## Konstrukcja
Most o konstrukcji wantowej (w planach zakładano budowę mostu wiszącego, lecz zrezygnowano z niego z powodu większych kosztów i mniejszej odporności na wiatr). Pont de Normandie został zbudowany z 33 części. Ciężar mostu utrzymywany jest przez 2000 km lin. Betonowe pylony mostu mają wysokość 215 m i ważą 20 000 ton. Pomost usytuowany jest na wysokości 20-piętrowego budynku. Główne przęsło tego mostu ma długość 856 m, natomiast długość całego mostu to 2143 m.
Most zaprojektowany przez Michela Virlogeux został otwarty 20 stycznia 1995 roku.

## Galeria

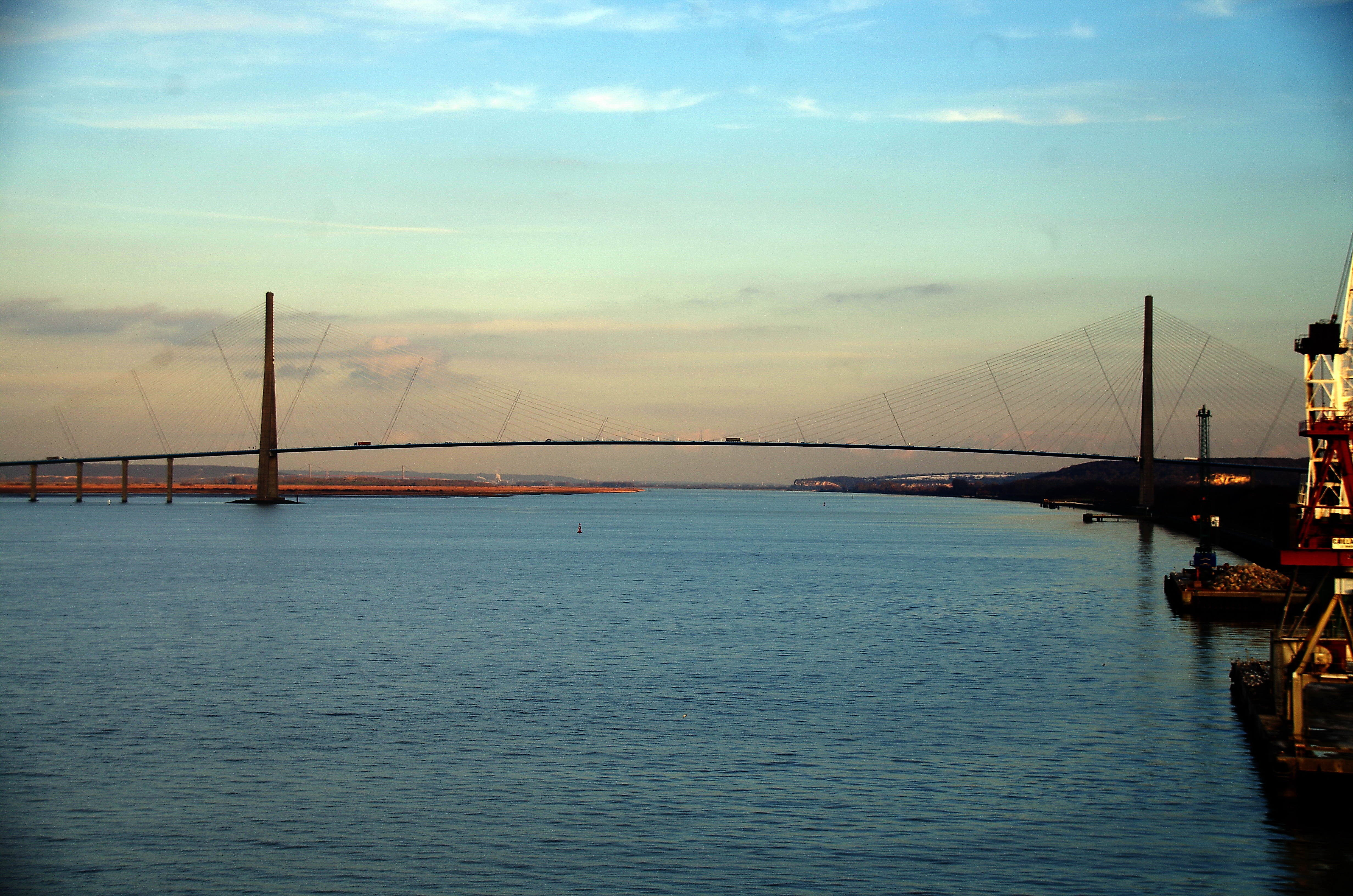
Widok z Honfleur
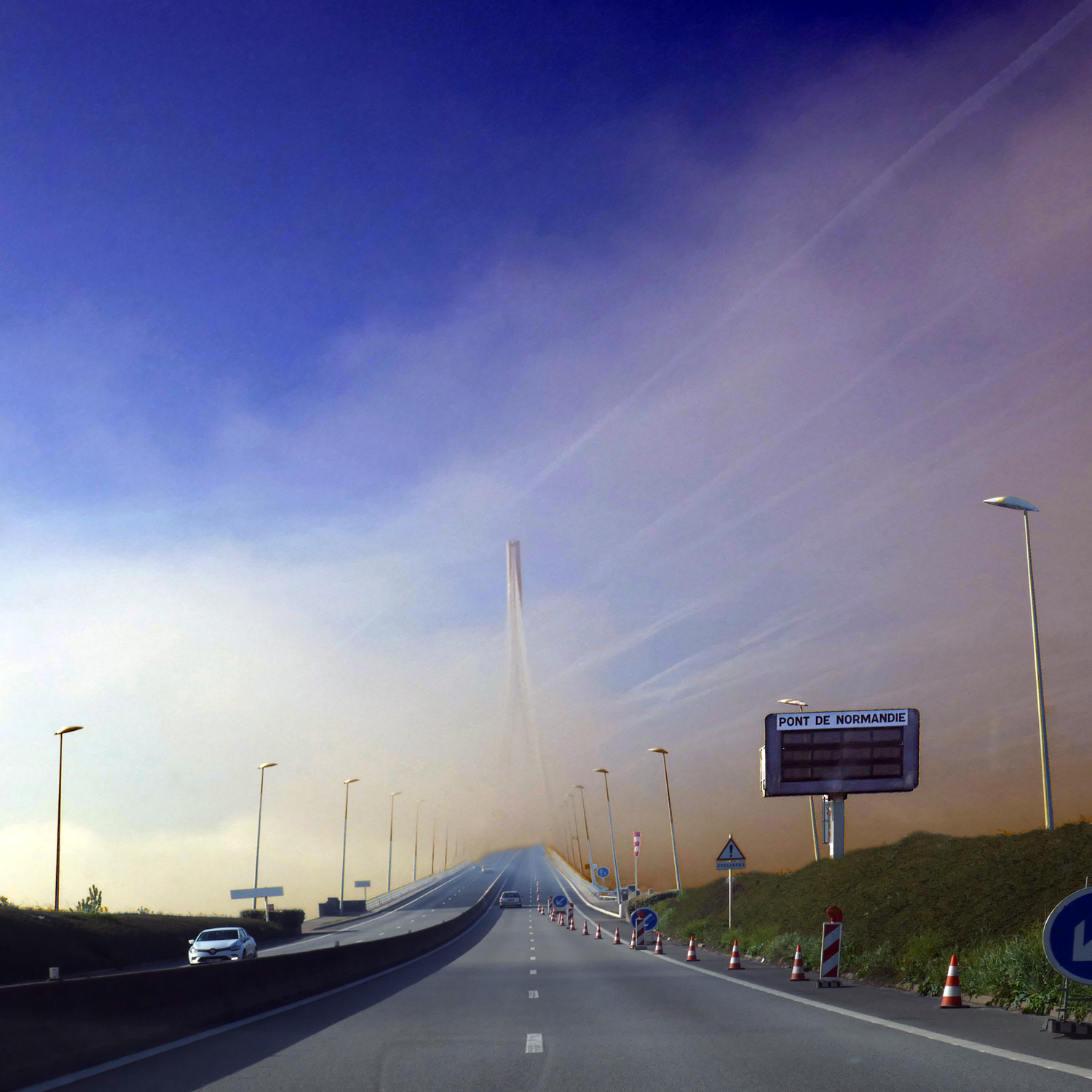
Wjazd